# Türr Antal
Türr Antal (Del Toro, Baja, 1854. március 24. – Zombor, 1916. október 28.) pénzügyi számtanácsos.

## Élete
Tür József és Steidel Terézia fiaként született. Az 1878-as boszniai hadjárat alkalmával hét csatában vett részt. Boszniából hazatérve 1879-ben a titeli állami polgári iskola tanára lett; itt öt évig dolgozott, mikor a pénzügyi pályára lépett. Az irodalommal 1879-től kezdett foglalkozni, több száz tárcacikke jelent meg. Neje Karakasevits Alexandra volt, akivel 36 évig élt együtt. 1916. október 28-án hunyt el, 1916. október 30-án a Szent Rókus-temetőben a római katolikus vallás szertartásai szerint helyezték örök nyugalomra.

## Munkái
1. Humoros bakalevelek. Zombor, 1886.
2. Képek a boszniai életből. Írta Del Toro. Uo. 1894.
3. Apró történetek az életből ellesve. Uo. 1898.
4. Borúra derű. Uo. 1904.
5. Rövid vezérfonal a járási számvevők, továbbá a községi alkalmazottak ... részére a számvitel főbb mozzanatairól. Uo. 1904.
6. Ujabb képek az okkupáczióról. Uo. 1909.